# My Cato
My Cato, född 25 april 2002 i Norrköping, är en svensk fotbollsspelare.
My Catos moderklubb är Eneby BK från Norrköping  

## Biografi
My Cato representerar sedan 2024 Crystal Palace LFC dit hon kom från IFK Norrköping DFK. Hon representerar även det svenska landslaget där hon har spelat på olika ungdomsnivåer.